# Robert Antretter
Robert Antretter (* 5. Februar 1939 in München) war vom 4. November 1980 bis zum 26. Oktober 1998 fünf Wahlperioden lang Abgeordneter der Sozialdemokratischen Partei Deutschlands (SPD) im Deutschen Bundestag, Bewerber im Bundestagswahlkreis Backnang – Schwäbisch Gmünd und gewählt über SPD-Landesliste, sowie von 1993 bis 1999 Vizepräsident der Parlamentarischen Versammlung des Europarates.

## Leben
Der gelernte Schriftsetzer war von 1953 bis 1965 im Verlagswesen tätig und wurde 1968 Vorstandsmitglied des SPD-Landesverbandes Baden-Württemberg. Antretter war Leitender Landesgeschäftsführer des SPD-Landesverbandes Baden-Württemberg sowie Lehrbeauftragter an der Universität Stuttgart.
Er ist Mitglied des Kuratoriums der Kunststiftung Baden-Württemberg und Mitglied des Zentralkomitees der Deutschen Katholiken und dessen Geschäftsführenden Ausschusses. Er war Mitglied der Antragskommission des SPD-Landesverbandes Baden-Württemberg und Mitglied des Parteirates der SPD.
Er trägt seit 2015 das Große Verdienstkreuz des Verdienstordens der Bundesrepublik Deutschland. Am 26. April 2008 wurde er mit der Verdienstmedaille des Landes Baden-Württemberg ausgezeichnet.
2014 wurde er zudem mit dem Eugen-Bolz-Preis für seinen außergewöhnlichen sozialen Einsatz für die Anliegen behinderter Menschen ausgezeichnet. Die Laudatio hierzu hielt der ehemalige Bundespräsident Horst Köhler. 
Von 2000 bis 2012 war Robert Antretter ehrenamtlich Vorsitzender der Bundesvereinigung Lebenshilfe. Im September 2012 wurde er abgelöst von der neu gewählten Präsidentin Ulla Schmidt. Antretter wurde in Anerkennung seiner Leistung gleichzeitig zum Ehrenvorsitzenden der Lebenshilfe gewählt und als Erster mit der nach dem Lebenshilfe-Gründer benannten Tom-Mutters-Medaille geehrt.
2002 wurde Robert Antretter von Bischof Gebhard Fürst, Diözese Rottenburg-Stuttgart, zum Vorsitzenden der neu gegründeten unabhängigen Kommission sexueller Missbrauch berufen. Diese Kommission der Diözese, die Antretter bis 2012 leitete, war das erste und lange Zeit einzige derartige Gremium bundesweit, das systematisch Vorfälle sexuellen Missbrauchs in Vergangenheit und Gegenwart aufarbeitete. Nach zehn Jahren gab Antretter den Vorsitz an Markus Grübel ab.
Antretter war ein Freund Erhard Epplers. Mit ihm gemeinsam gründete er im Januar 2019 wenige Monate vor Epplers Tod den Erhard-Eppler-Kreis, dessen Ehrenvorsitzender Antretter ist.
Papst Johannes Paul II. verlieh ihm 1995 für seine Verdienste um die Römisch-katholische Kirche die Komturwürde des Gregoriusordens.
Antretter ist katholisch, verheiratet und hat vier Kinder.